# 藤が丘駅 (神奈川県)
藤が丘駅（ふじがおかえき）は、神奈川県横浜市青葉区藤が丘二丁目にある、東急電鉄田園都市線の駅である。駅番号はDT19。
駅前の通りにはイチョウ並木が、もえぎ野、柿の木台周辺にはケヤキ並木がある。

## 歴史
- 1966年（昭和41年）4月1日：開設[2]。この時造られた駅前噴水は志水晴児設計によるもの。
- 1999年（平成11年）8月23日：駅舎改築、エスカレータ・エレベーター・旅客用トイレ新設、ホーム上屋増設、上り待避線新設などを目的とした駅改良工事開始[4]。田園都市線長津田延伸時の駅舎が残っていたのは当駅が最後であった。
- 2000年（平成12年）3月8日：自動改札機新設。
- 2001年（平成13年）
  - 1月頃：エスカレーター新設[5]。
  - 3月6日：サービスマネージャー配置。
  - 11月11日：下り線が南側へ移設[6]。
- 2002年（平成14年）
  - 3月23日：上り通過線使用開始[6]。当駅での急行待避開始は同年3月28日から。
  - 9月：南口新設[7]。

### 駅名の由来
1960年（昭和35年）に免許された際の仮称駅名は「谷本駅（）」であった。これは駅設置予定地の地名である下谷本町に由来するが、1965年（昭和40年）9月の常務会で「藤が丘駅」に正式決定した。付近に富士塚があることや、野生の藤が生い茂っていたのがその理由である。開通直後の1966年（昭和41年）11月には地名も藤が丘とされた。

## 駅構造
相対式ホーム2面3線を有する高架駅。上り線のみ通過線が設置されており、朝ラッシュ時は当駅で急行・準急の待避を行う。
駅改良工事に着手する1999年（平成11年）まではトイレ・エスカレーター・エレベーターのいずれも設置されていなかった。自動改札機は2000年（平成12年）に導入された。

### のりば
| 番線 | 路線       | 方向 | 行先                                     |
| ---- | ---------- | ---- | ---------------------------------------- |
| 1    | 田園都市線 | 下り | 長津田・中央林間方面                     |
| 2    | 田園都市線 | 上り | （通過線）                               |
| 3    | 田園都市線 | 上り | 渋谷・押上〈スカイツリー前〉・春日部方面 |

- 夜間に上り列車終電後、東急車両1編成が長津田方向から当駅まで回送され、翌朝まで留置される。なお留置後、長津田からの1番列車発車前にあざみ野駅方面へ回送される。

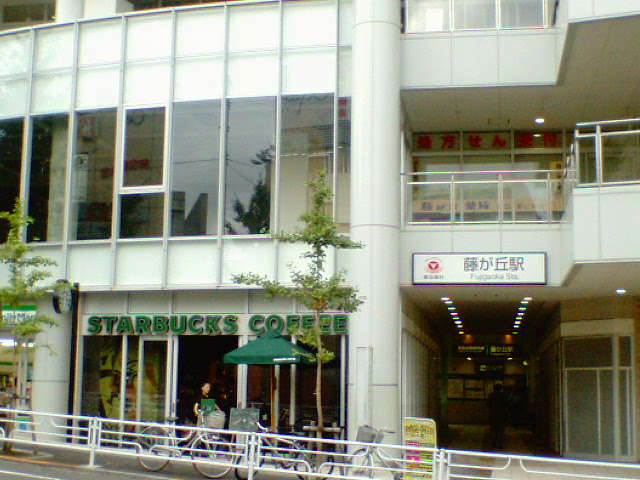
南口（2004年8月）
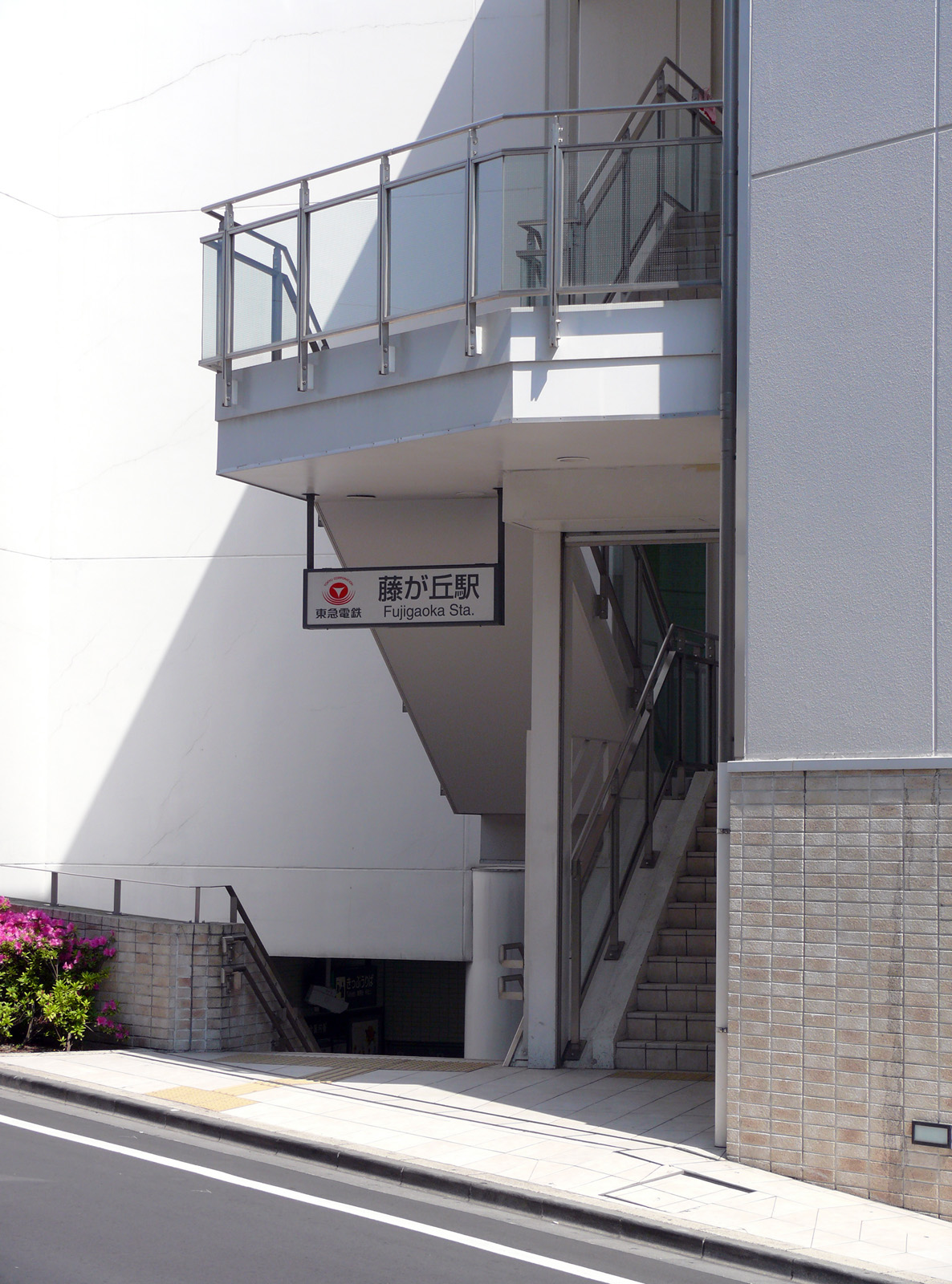
東口（2007年5月）
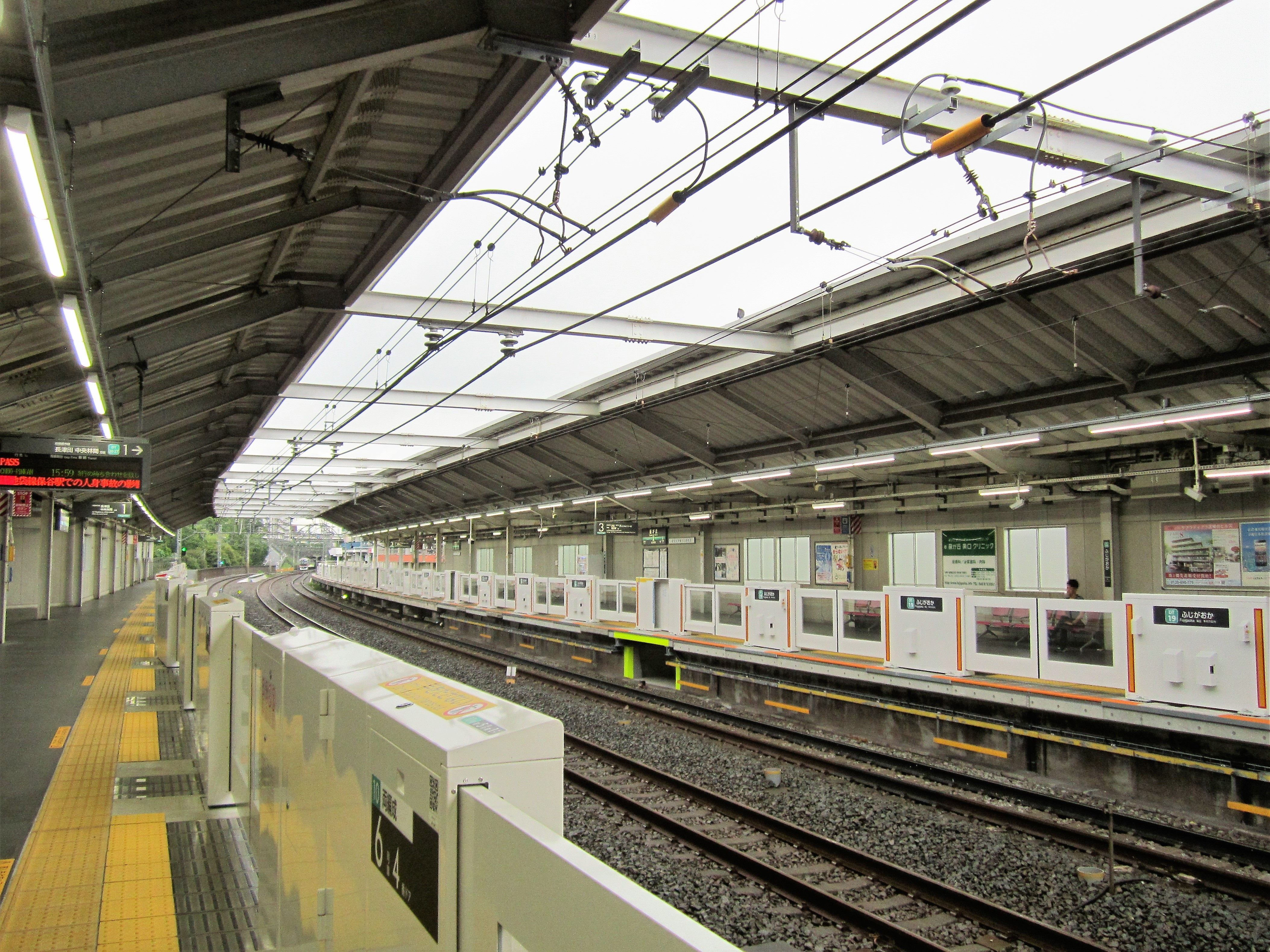
ホーム（2019年6月）
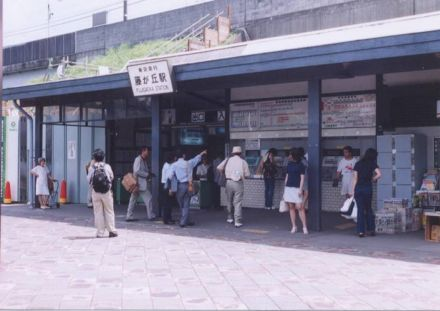
改築前の駅舎（1999年8月）

## 利用状況
2024年度（令和6年度）の1日平均乗降人員は25,508人である。
近年の1日平均乗降・乗車人員の推移は以下の通り。
| 年度               | 1日平均 乗降人員 | 1日平均 乗車人員 | 出典     |
| ------------------ | ---------------- | ---------------- | -------- |
| 1980年（昭和55年） |                  | 11,027           |          |
| 1981年（昭和56年） |                  | 11,526           |          |
| 1982年（昭和57年） |                  | 12,266           |          |
| 1983年（昭和58年） |                  | 13,055           |          |
| 1984年（昭和59年） |                  | 13,997           |          |
| 1985年（昭和60年） |                  | 15,055           |          |
| 1986年（昭和61年） |                  | 16,022           |          |
| 1987年（昭和62年） |                  | 16,656           |          |
| 1988年（昭和63年） |                  | 16,989           |          |
| 1989年（平成元年） |                  | 17,419           |          |
| 1990年（平成02年） |                  | 17,967           |          |
| 1991年（平成03年） |                  | 18,082           |          |
| 1992年（平成04年） |                  | 17,458           |          |
| 1993年（平成05年） |                  | 16,747           |          |
| 1994年（平成06年） |                  | 15,877           |          |
| 1995年（平成07年） |                  | 15,316           | [ * 1 ]  |
| 1996年（平成08年） |                  | 15,015           |          |
| 1997年（平成09年） |                  | 14,874           |          |
| 1998年（平成10年） |                  | 14,068           | [ * 2 ]  |
| 1999年（平成11年） |                  | 13,619           | [ * 3 ]  |
| 2000年（平成12年） |                  | 13,453           | [ * 3 ]  |
| 2001年（平成13年） |                  | 13,359           | [ * 4 ]  |
| 2002年（平成14年） | 25,822           | 13,082           | [ * 5 ]  |
| 2003年（平成15年） | 25,995           | 13,018           | [ * 6 ]  |
| 2004年（平成16年） | 26,497           | 13,109           | [ * 7 ]  |
| 2005年（平成17年） | 25,901           | 12,868           | [ * 8 ]  |
| 2006年（平成18年） | 26,319           | 13,086           | [ * 9 ]  |
| 2007年（平成19年） | 26,646           | 13,335           | [ * 10 ] |
| 2008年（平成20年） | 26,486           | 13,294           | [ * 11 ] |
| 2009年（平成21年） | 26,208           | 13,050           | [ * 12 ] |
| 2010年（平成22年） | 26,134           | 13,026           | [ * 13 ] |
| 2011年（平成23年） | 26,146           | 13,054           | [ * 14 ] |
| 2012年（平成24年） | 26,386           | 13,176           | [ * 15 ] |
| 2013年（平成25年） | 26,916           | 13,439           | [ * 16 ] |
| 2014年（平成26年） | 27,077           | 13,514           | [ * 17 ] |
| 2015年（平成27年） | 27,244           | 13,592           | [ * 18 ] |
| 2016年（平成28年） | 27,257           | 13,614           | [ * 19 ] |
| 2017年（平成29年） | 27,331           | 13,652           | [ * 20 ] |
| 2018年（平成30年） | 27,264           | 13,620           | [ * 21 ] |
| 2019年（令和元年） | 26,769           | 13,378           |          |
| 2020年（令和02年） | 20,677           |                  |          |
| 2021年（令和03年） | 23,115           |                  |          |
| 2022年（令和04年） | 24,581           |                  |          |
| 2023年（令和05年） | 25,127           |                  |          |
| 2024年（令和06年） | 25,508           |                  |          |

## 駅周辺

### 正面口
- 藤が丘ショッピングセンター
- 藤が丘公園：徒歩約5分。
- もえぎ野公園：徒歩約7分。
- 藤が丘地区センター
- 横浜市立もえぎ野小学校
- 横浜市立もえぎ野中学校
- 横浜柿の木台郵便局
- 昭和医科大学藤が丘病院[2]：2013年（平成25年）4月より、駅名標下部に、施設案内看板が掲出されている。2025年（令和7年）3月以前の校名は昭和大学であった。車内の到着案内においても、自動案内放送により「昭和医科大学藤が丘病院最寄駅です」と言う案内がされる[1]。
- 昭和医科大学藤が丘リハビリテーション病院
- 横浜銀行はまぎんミニブランチ藤が丘
- 三井住友銀行：SMBC藤が丘コンサルティングオフィス・藤が丘出張所
- グルメシティ横浜藤が丘店（旧・セイフー）
- ヤマダデンキテックランド青葉店
- 医薬神社：徒歩約13分。
- スーパー三和 藤が丘店

### 南口
- アポラン藤が丘
- 芝信用金庫
- 東急ストア藤が丘店
- 横浜市立藤が丘小学校
- 横浜市立谷本小学校
- 横浜市立緑が丘中学校
- 横浜藤が丘郵便局
- スポーツクラブザバス藤が丘
- 日本たばこ産業たばこ中央研究所

### バス路線
最寄バス停留所は、駅北側のロータリーにある藤が丘駅となる。当駅から発車する系統はすべて東急バスにより運行されている。担当は青葉台営業所。
| 乗場 | 系統 | 主要経由地        | 行先     |
| ---- | ---- | ----------------- | -------- |
| 1番  | 青01 | 柿の木台･みたけ台 | 青葉台駅 |
| 2番  | 青83 | 千草台･梅が丘     | 青葉台駅 |

## 隣の駅
東急電鉄
 田園都市線
■急行・■準急
通過
■各駅停車
市が尾駅 (DT18) - 藤が丘駅 (DT19) - 青葉台駅 (DT20)